# Кіров (аеропорт)
Аеропорт Победілово (IATA: KVX, ICAO: USKK) - аеропорт у місті Кіров, Росія. Розташований за 22 км на південний захід від центру. Обслуговує виключно регіональні рейси по Росії. Має статус аеропорту федерального значення.

## Типи повітряних суден, що приймає аеропорт
Аеродром здатен приймати літаки з максимальною злітною масою 170 тонн - Іл-76, Як-42, Ту-134, ATR-42,  ATR-72, Bombardier CRJ-200, Ту-154, Boeing 737, Airbus A319, A320, Sukhoi Superjet 100 і всі легші, а також вертольоти всіх типів.

## Авіалінії та напрямки, жовтень 2020
| Авіакомпанія      | Пункт призначення                            |
| ----------------- | -------------------------------------------- |
| Izhavia           | Сезонний: Анапа, Сочі                        |
| Komiaviatrans     | Усинськ                                      |
| Nordwind Airlines | Сезонний: Сімферополь                        |
| Pegas Fly         | Сезонний: Сімферополь                        |
| Pobeda            | Москва-Внуково, Ст. Петербург Сезонний: Сочі |
| RusLine           | Москва-Шереметьєво, Нар'ян-Мар               |

## Пасажирообіг
Див. джерело запитів Вікіданих та джерела.